# Campeonato de Primera División D 1980
El Campeonato de Primera División D 1980 fue la trigésima temporada del certamen de la cuarta categoría del fútbol argentino. Se disputó entre el 29 de marzo y el 20 de diciembre de 1980.
Los nuevos participantes fueron Piraña, descendido de la Primera C 1979 y Muñiz que se volvió a afiliar luego de 15 años sin disputar torneos de AFA.
El certamen consagró campeón por primera vez a Brown de Adrogué, que obtuvo el ascenso.

## Ascensos y descensos
| \| Equipo afiliado \| \| --------------- \| \| Muñiz \| |
| Equipo afiliado                                         |
| Muñiz                                                   |

| Pos. | Ascendido de la Primera D 1979 |
| ---- | ------------------------------ |
| 1º   | San Miguel                     |

| Pos. | Descendido de la Primera C 1979 |
| ---- | ------------------------------- |
| 20º  | Piraña                          |

## Formato
Los equipos fueron divididos en una zona de 10 equipos y dos de 11, dentro de las cuales se enfrentaron bajo el sistema de todos contra todos a 2 ruedas.
Los 5 equipos con más puntaje de cada zona clasificaron a una ronda final por el ascenso, en la cual se enfrentaron todos contra todos a una sola rueda.
El equipo con mayor puntaje de esta ronda final se consagró campeón y obtuvo el ascenso.

## Equipos participantes
| Equipo                | Lugar             | Estadio                   |
| --------------------- | ----------------- | ------------------------- |
| Acassuso              | Boulogne Sur Mer  | No posee                  |
| Argentino de Merlo    | Merlo             | Antezana y Pergamino      |
| Atlas                 | General Rodríguez | Ricardo Puga              |
| Brown                 | Adrogué           | Brown de Adrogué          |
| Cañuelas              | Cañuelas          | El Cajón                  |
| Central Ballester     | Villa Ballester   | Italia y Moreno           |
| Centro Español        | Villa Sarmiento   | No posee                  |
| Claypole              | Claypole          | César Luis Menotti        |
| Defensores de Almagro | Balvanera         | No posee                  |
| Defensa y Justicia    | Florencio Varela  | Norberto Tomaghello       |
| Deportivo Laferrere   | Laferrere         | Rodney y Magnasco         |
| Deportivo Paraguayo   | San Telmo         | No posee                  |
| Fénix                 | Colegiales        | No posee                  |
| Ferrocarril Midland   | Libertad          | Ciudad de Libertad        |
| Ferrocarril Urquiza   | Villa Lynch       | Monumental de Villa Lynch |
| General Belgrano      | Tapiales          | No posee                  |
| Ituzaingó             | Ituzaingó         | Ituzaingó                 |
| Liniers               | Liniers           | No posee                  |
| Justo José de Urquiza | Caseros           | Kelsey y Bonifacini       |
| Juventud Unida        | Muñiz             | Sarmiento y Azcuenaga     |
| Leandro N. Alem       | General Rodríguez | Leandro N. Alem           |
| Muñiz                 | José C. Paz       | La Vuce                   |
| Pilar                 | Pilar             | No posee                  |
| Piraña                | Parque Patricios  | No posee                  |
| Puerto Nuevo          | Campana           | Municipal de Campana      |
| Sacachispas           | Villa Soldati     | Lacarra y Barros Pazos    |
| San Martín            | Burzaco           | Francisco Boga            |
| Sportivo Barracas     | Barracas          | No posee                  |
| Sportivo Palermo      | Palermo           | No posee                  |
| Victoriano Arenas     | Valentín Alsina   | Saturnino Moure           |
| Villa San Carlos      | Berisso           | Genacio Sálice            |
| Yupanqui              | Villa Lugano      | No posee                  |

### Distribución geográfica de los equipos
| Región                                   | Cant. | Equipos |
| ---------------------------------------- | ----- | --- |
| Conurbano bonaerense                     | 19    | Acassuso, Argentino de Merlo, Brown (A), Central Ballester, Centro Español, Claypole, Defensa y Justicia, Deportivo Laferrere, Ferrocarril Midland, Ferrocarril Urquiza, General Belgrano, Ituzaingó, Justo José de Urquiza, Juventud Unida, Liniers, Muñiz, Pilar, San Martín (B) y Victoriano Arenas |
| Ciudad de Buenos Aires                   | 8     | Defensores de Almagro, Deportivo Paraguayo, Fénix, Piraña, Sacachispas, Sportivo Barracas, Sportivo Palermo y Yupanqui |
| Interior de la provincia de Buenos Aires | 4     | Atlas, Cañuelas, Leandro N. Alem y Puerto Nuevo |
| Gran La Plata                            | 1     | Villa San Carlos |

## Tablas de posiciones

### Zona A
| Pos. | Equipo              | Pts. | PJ | PG | PE | PP | GF | GC | Dif. |
| ---- | ------------------- | ---- | -- | -- | -- | -- | -- | -- | ---- |
| 1.º  | Ituzaingó           | 27   | 18 | 11 | 5  | 2  | 43 | 17 | 26   |
| 2.º  | Juventud Unida      | 24   | 18 | 10 | 4  | 4  | 42 | 23 | 19   |
| 3.º  | Argentino de Merlo  | 22   | 18 | 7  | 8  | 3  | 38 | 23 | 15   |
| 4.º  | Muñiz               | 21   | 18 | 9  | 3  | 6  | 33 | 17 | 16   |
| 5.º  | Ferrocarril Midland | 20   | 18 | 8  | 4  | 6  | 43 | 27 | 16   |
| 6.º  | Puerto Nuevo        | 20   | 18 | 8  | 4  | 6  | 32 | 32 | 0    |
| 7.º  | Leandro N. Alem     | 16   | 18 | 5  | 6  | 7  | 21 | 27 | −6   |
| 8.º  | Pilar               | 14   | 18 | 6  | 2  | 10 | 26 | 41 | −15  |
| 9.º  | Centro Español      | 12   | 18 | 4  | 4  | 10 | 23 | 47 | −24  |
| 10.º | Atlas               | 4    | 18 | 1  | 2  | 15 | 22 | 69 | −47  |

|  | Clasificó a la Ronda Final por el Ascenso                                               |
|  | Jugó un desempate para determinar el último clasificado a la Ronda Final por el Ascenso |

### Desempate
| Ferrocarril Midland                            | 1 - 0 | Puerto Nuevo | Leandro N. Alem | 9 de agosto |
| Ferrocarril Midland clasificó a la Ronda Final |       |              |                 |             |

#### Resultados
| Puerto Nuevo       | 0 - 3 | Juventud Unida      | Municipal de Campana     | 29 de marzo |
| Atlas              | 1 - 3 | Ituzaingó           | Ricardo Puga             | 29 de marzo |
| Argentino de Merlo | 1 - 1 | Ferrocarril Midland | Ciudad de Libertad       | 29 de marzo |
| Centro Español     | 0 - 0 | Leandro N. Alem     | Pacheco y Mariano Acosta | 29 de marzo |
| Pilar              | 2 - 0 | Muñiz               | Sarmiento y Azcuenaga    | 29 de marzo |

| Pilar               | 2 - 3 | Puerto Nuevo       | Sarmiento y Azcuenaga    | 5 de abril |
| Muñiz               | 2 - 0 | Centro Español     | La Vuce                  | 5 de abril |
| Leandro N. Alem     | 1 - 3 | Argentino de Merlo | Leandro N. Alem          | 5 de abril |
| Ferrocarril Midland | 5 - 1 | Atlas              | Ciudad de Libertad       | 5 de abril |
| Ituzaingó           | 1 - 1 | Juventud Unida     | Pacheco y Mariano Acosta | 5 de abril |

| Puerto Nuevo       | 3 - 4 | Ituzaingó           | Municipal de Campana     | 12 de abril |
| Juventud Unida     | 3 - 0 | Ferrocarril Midland | Sarmiento y Azcuenaga    | 12 de abril |
| Atlas              | 1 - 5 | Leandro N. Alem     | Ricardo Puga             | 12 de abril |
| Argentino de Merlo | 1 - 1 | Muñiz               | Ciudad de Libertad       | 12 de abril |
| Centro Español     | 2 - 3 | Pilar               | Pacheco y Mariano Acosta | 12 de abril |

| Centro Español      | 2 - 3 | Puerto Nuevo       | Pacheco y Mariano Acosta | 19 de abril |
| Pilar               | 1 - 1 | Argentino de Merlo | Sarmiento y Azcuenaga    | 19 de abril |
| Muñiz               | 4 - 0 | Atlas              | La Vuce                  | 19 de abril |
| Leandro N. Alem     | 0 - 0 | Juventud Unida     | Leandro N. Alem          | 19 de abril |
| Ferrocarril Midland | 1 - 2 | Ituzaingó          | Ciudad de Libertad       | 19 de abril |

| Puerto Nuevo       | 0 - 0 | Ferrocarril Midland | Municipal de Campana     | 26 de abril |
| Ituzaingó          | 3 - 0 | Leandro N. Alem     | Pacheco y Mariano Acosta | 26 de abril |
| Juventud Unida     | 1 - 0 | Muñiz               | Sarmiento y Azcuenaga    | 26 de abril |
| Atlas              | 1 - 3 | Pilar               | Ricardo Puga             | 26 de abril |
| Argentino de Merlo | 7 - 0 | Centro Español      | Ciudad de Libertad       | 26 de abril |

| Argentino de Merlo | 3 - 3 | Puerto Nuevo        | Ciudad de Libertad       | 3 de mayo |
| Centro Español     | 0 - 2 | Atlas               | Pacheco y Mariano Acosta | 3 de mayo |
| Pilar              | 2 - 1 | Juventud Unida      | Sarmiento y Azcuenaga    | 3 de mayo |
| Muñiz              | 1 - 1 | Ituzaingó           | La Vuce                  | 3 de mayo |
| Leandro N. Alem    | 1 - 1 | Ferrocarril Midland | Leandro N. Alem          | 3 de mayo |

| Puerto Nuevo        | 1 - 1 | Leandro N. Alem    | Municipal de Campana     | 10 de mayo |
| Ferrocarril Midland | 3 - 1 | Muñiz              | Ciudad de Libertad       | 10 de mayo |
| Ituzaingó           | 3 - 0 | Pilar              | Pacheco y Mariano Acosta | 10 de mayo |
| Juventud Unida      | 0 - 1 | Centro Español     | Sarmiento y Azcuenaga    | 10 de mayo |
| Atlas               | 2 - 3 | Argentino de Merlo | Ricardo Puga             | 10 de mayo |

| Atlas              | 1 - 4 | Puerto Nuevo        | Ricardo Puga             | 17 de mayo |
| Argentino de Merlo | 3 - 1 | Juventud Unida      | Ciudad de Libertad       | 17 de mayo |
| Centro Español     | 2 - 1 | Ituzaingó           | Pacheco y Mariano Acosta | 17 de mayo |
| Pilar              | 3 - 2 | Ferrocarril Midland | Sarmiento y Azcuenaga    | 17 de mayo |
| Muñiz              | 2 - 0 | Leandro N. Alem     | La Vuce                  | 17 de mayo |

| Puerto Nuevo        | 1 - 2 | Muñiz              | Municipal de Campana     | 24 de mayo |
| Leandro N. Alem     | 1 - 0 | Pilar              | Leandro N. Alem          | 24 de mayo |
| Ferrocarril Midland | 3 - 3 | Centro Español     | Ciudad de Libertad       | 24 de mayo |
| Ituzaingó           | 2 - 1 | Argentino de Merlo | Pacheco y Mariano Acosta | 24 de mayo |
| Juventud Unida      | 2 - 1 | Atlas              | Sarmiento y Azcuenaga    | 24 de mayo |

| Ferrocarril Midland | 0 - 1 | Argentino de Merlo | Ciudad de Libertad       | 31 de mayo |
| Leandro N. Alem     | 4 - 2 | Centro Español     | Leandro N. Alem          | 31 de mayo |
| Muñiz               | 3 - 0 | Pilar              | La Vuce                  | 31 de mayo |
| Juventud Unida      | 4 - 1 | Puerto Nuevo       | Sarmiento y Azcuenaga    | 3 de junio |
| Ituzaingó           | 0 - 0 | Atlas              | Pacheco y Mariano Acosta | 4 de junio |

| Puerto Nuevo       | 1 - 0 | Pilar               | Municipal de Campana     | 7 de junio |
| Centro Español     | 0 - 4 | Muñiz               | Pacheco y Mariano Acosta | 7 de junio |
| Argentino de Merlo | 0 - 0 | Leandro N. Alem     | Ciudad de Libertad       | 7 de junio |
| Atlas              | 2 - 4 | Ferrocarril Midland | Ricardo Puga             | 7 de junio |
| Juventud Unida     | 3 - 2 | Ituzaingó           | Sarmiento y Azcuenaga    | 7 de junio |

| Ituzaingó           | 2 - 2 | Puerto Nuevo       | Pacheco y Mariano Acosta | 14 de junio |
| Ferrocarril Midland | 6 - 3 | Juventud Unida     | Ciudad de Libertad       | 14 de junio |
| Leandro N. Alem     | 3 - 1 | Atlas              | Leandro N. Alem          | 14 de junio |
| Muñiz               | 1 - 1 | Argentino de Merlo | La Vuce                  | 14 de junio |
| Pilar               | 1 - 2 | Centro Español     | Sarmiento y Azcuenaga    | 14 de junio |

| Puerto Nuevo       | 2 - 1 | Centro Español      | Municipal de Campana     | 21 de junio |
| Argentino de Merlo | 2 - 1 | Pilar               | Ciudad de Libertad       | 21 de junio |
| Atlas              | 3 - 7 | Muñiz               | Ricardo Puga             | 21 de junio |
| Juventud Unida     | 2 - 1 | Leandro N. Alem     | Sarmiento y Azcuenaga    | 21 de junio |
| Ituzaingó          | 2 - 0 | Ferrocarril Midland | Pacheco y Mariano Acosta | 21 de junio |

| Ferrocarril Midland | 3 - 1 | Puerto Nuevo       | Ciudad de Libertad       | 28 de junio |
| Leandro N. Alem     | 0 - 0 | Ituzaingó          | Leandro N. Alem          | 28 de junio |
| Muñiz               | 0 - 1 | Juventud Unida     | La Vuce                  | 28 de junio |
| Pilar               | 2 - 2 | Atlas              | Sarmiento y Azcuenaga    | 28 de junio |
| Centro Español      | 1 - 1 | Argentino de Merlo | Pacheco y Mariano Acosta | 28 de junio |

| Puerto Nuevo        | 1 - 0 | Argentino de Merlo | Municipal de Campana     | 5 de julio |
| Atlas               | 2 - 3 | Centro Español     | Ricardo Puga             | 5 de julio |
| Juventud Unida      | 4 - 1 | Pilar              | Sarmiento y Azcuenaga    | 5 de julio |
| Ituzaingó           | 1 - 0 | Muñiz              | Pacheco y Mariano Acosta | 5 de julio |
| Ferrocarril Midland | 3 - 0 | Leandro N. Alem    | Ciudad de Libertad       | 5 de julio |

| Leandro N. Alem    | 3 - 0 | Puerto Nuevo        | Leandro N. Alem          | 12 de julio |
| Muñiz              | 1 - 0 | Ferrocarril Midland | La Vuce                  | 12 de julio |
| Pilar              | 0 - 6 | Ituzaingó           | Sarmiento y Azcuenaga    | 12 de julio |
| Centro Español     | 3 - 3 | Juventud Unida      | Pacheco y Mariano Acosta | 12 de julio |
| Argentino de Merlo | 7 - 1 | Atlas               | Ciudad de Libertad       | 12 de julio |

| Puerto Nuevo        | 5 - 1 | Atlas              | Municipal de Campana     | 19 de julio |
| Juventud Unida      | 1 - 1 | Argentino de Merlo | Sarmiento y Azcuenaga    | 19 de julio |
| Ituzaingó           | 5 - 0 | Centro Español     | Pacheco y Mariano Acosta | 19 de julio |
| Ferrocarril Midland | 7 - 1 | Pilar              | Ciudad de Libertad       | 19 de julio |
| Leandro N. Alem     | 1 - 4 | Muñiz              | Leandro N. Alem          | 19 de julio |

| Muñiz              | 0 - 1 | Puerto Nuevo        | La Vuce                  | 2 de agosto |
| Pilar              | 4 - 0 | Leandro N. Alem     | Sarmiento y Azcuenaga    | 2 de agosto |
| Centro Español     | 1 - 4 | Ferrocarril Midland | Pacheco y Mariano Acosta | 2 de agosto |
| Argentino de Merlo | 2 - 5 | Ituzaingó           | Ciudad de Libertad       | 2 de agosto |
| Atlas              | 0 - 9 | Juventud Unida      | Ricardo Puga             | 2 de agosto |

| Ferrocarril Midland | 1 - 0 | Puerto Nuevo | Leandro N. Alem | 9 de agosto |

### Zona B
| Pos. | Equipo                | Pts. | PJ | PG | PE | PP | GF | GC | Dif. |
| ---- | --------------------- | ---- | -- | -- | -- | -- | -- | -- | ---- |
| 1.º  | Acassuso              | 28   | 20 | 13 | 2  | 5  | 59 | 27 | 32   |
| 2.º  | J.J. Urquiza          | 28   | 20 | 12 | 4  | 4  | 56 | 27 | 29   |
| 3.º  | Liniers               | 24   | 20 | 9  | 6  | 5  | 29 | 23 | 6    |
| 4.º  | Defensores de Almagro | 23   | 20 | 11 | 1  | 8  | 51 | 37 | 14   |
| 5.º  | Deportivo Paraguayo   | 23   | 20 | 10 | 3  | 7  | 34 | 29 | 5    |
| 6.º  | Sacachispas           | 22   | 20 | 9  | 4  | 7  | 23 | 30 | −7   |
| 7.º  | Ferrocarril Urquiza   | 19   | 20 | 6  | 7  | 7  | 43 | 39 | 4    |
| 8.º  | Central Ballester     | 19   | 20 | 8  | 3  | 9  | 33 | 30 | 3    |
| 9.º  | Sportivo Palermo      | 17   | 20 | 7  | 3  | 10 | 33 | 53 | −20  |
| 10.º | Sportivo Barracas     | 8    | 20 | 2  | 4  | 14 | 23 | 64 | −41  |
| 11.º | Fénix                 | 7    | 20 | 3  | 3  | 14 | 23 | 48 | −25  |

|  | Clasificó a la Ronda Final por el Ascenso |

#### Resultados
| Defensores de Almagro | 0 - 1 | Sacachispas         | Monumental de Villa Lynch | 29 de marzo |
| Deportivo Paraguayo   | 2 - 2 | Ferrocarril Urquiza | Lacarra y Barros Pazos    | 29 de marzo |
| Justo José de Urquiza | 3 - 0 | Fénix               | Kelsey y Bonifacini       | 29 de marzo |
| Sportivo Barracas     | 0 - 0 | Liniers             | Olavarría y Luna          | 29 de marzo |
| Central Ballester     | 1 - 2 | Sportivo Palermo    | Italia y Moreno           | 29 de marzo |

| Fénix               | 0 - 5 | Defensores de Almagro | Italia y Moreno           | 5 de abril |
| Sportivo Palermo    | 4 - 1 | Sportivo Barracas     | Kelsey y Bonifacini       | 5 de abril |
| Acassuso            | 1 - 2 | Justo José de Urquiza | José Dellagiovanna        | 9 de abril |
| Ferrocarril Urquiza | 1 - 5 | Central Ballester     | Monumental de Villa Lynch | 9 de abril |
| Sacachispas         | 0 - 2 | Deportivo Paraguayo   | Lacarra y Barros Pazos    | 9 de abril |

| Defensores de Almagro | 1 - 3 | Acassuso            | Monumental de Villa Lynch | 12 de abril |
| Deportivo Paraguayo   | 1 - 2 | Fénix               | Lacarra y Barros Pazos    | 12 de abril |
| Central Ballester     | 0 - 0 | Sacachispas         | Italia y Moreno           | 12 de abril |
| Sportivo Barracas     | 1 - 1 | Ferrocarril Urquiza | Olavarría y Luna          | 12 de abril |
| Liniers               | 2 - 1 | Sportivo Palermo    | General Lamadrid          | 12 de abril |

| Ferrocarril Urquiza   | 1 - 1 | Liniers               | Monumental de Villa Lynch | 19 de abril |
| Sacachispas           | 1 - 2 | Sportivo Barracas     | Lacarra y Barros Pazos    | 19 de abril |
| Fénix                 | 1 - 2 | Central Ballester     | Italia y Moreno           | 19 de abril |
| Acassuso              | 4 - 2 | Deportivo Paraguayo   | José Dellagiovanna        | 19 de abril |
| Justo José de Urquiza | 3 - 1 | Defensores de Almagro | Kelsey y Bonifacini       | 19 de abril |

| Deportivo Paraguayo | 1 - 0 | Justo José de Urquiza | Lacarra y Barros Pazos | 26 de abril |
| Central Ballester   | 1 - 4 | Acassuso              | Italia y Moreno        | 26 de abril |
| Liniers             | 4 - 0 | Sacachispas           | Lacarra y Barros Pazos | 26 de abril |
| Sportivo Palermo    | 0 - 3 | Ferrocarril Urquiza   | Kelsey y Bonifacini    | 26 de abril |
| Sportivo Barracas   | 0 - 4 | Fénix                 | Olavarría y Luna       | 4 de junio  |

| Sacachispas           | 1 - 0 | Sportivo Palermo    | Lacarra y Barros Pazos    | 3 de mayo |
| Fénix                 | 2 - 2 | Liniers             | Italia y Moreno           | 3 de mayo |
| Acassuso              | 5 - 1 | Sportivo Barracas   | José Dellagiovanna        | 3 de mayo |
| Justo José de Urquiza | 5 - 1 | Central Ballester   | Kelsey y Bonifacini       | 3 de mayo |
| Defensores de Almagro | 2 - 3 | Deportivo Paraguayo | Monumental de Villa Lynch | 3 de mayo |

| Central Ballester   | 1 - 2 | Defensores de Almagro | Italia y Moreno           | 10 de mayo |
| Sportivo Barracas   | 4 - 6 | Justo José de Urquiza | Olavarría y Luna          | 10 de mayo |
| Liniers             | 0 - 4 | Acassuso              | General Lamadrid          | 10 de mayo |
| Sportivo Palermo    | 5 - 3 | Fénix                 | Kelsey y Bonifacini       | 10 de mayo |
| Ferrocarril Urquiza | 2 - 2 | Sacachispas           | Monumental de Villa Lynch | 10 de mayo |

| Fénix                 | 1 - 2 | Ferrocarril Urquiza | Italia y Moreno           | 17 de mayo |
| Acassuso              | 9 - 1 | Sportivo Palermo    | José Dellagiovanna        | 17 de mayo |
| Justo José de Urquiza | 1 - 1 | Liniers             | Kelsey y Bonifacini       | 17 de mayo |
| Defensores de Almagro | 1 - 1 | Sportivo Barracas   | Monumental de Villa Lynch | 17 de mayo |
| Deportivo Paraguayo   | 1 - 0 | Central Ballester   | Lacarra y Barros Pazos    | 17 de mayo |

| Sportivo Barracas   | 1 - 3 | Deportivo Paraguayo   | Olavarría y Luna          | 24 de mayo |
| Liniers             | 2 - 1 | Defensores de Almagro | General Lamadrid          | 24 de mayo |
| Sportivo Palermo    | 1 - 9 | Justo José de Urquiza | Kelsey y Bonifacini       | 24 de mayo |
| Ferrocarril Urquiza | 1 - 2 | Acassuso              | Monumental de Villa Lynch | 24 de mayo |
| Sacachispas         | 0 - 0 | Fénix                 | Lacarra y Barros Pazos    | 24 de mayo |

| Justo José de Urquiza | 2 - 2 | Ferrocarril Urquiza | Kelsey y Bonifacini       | 31 de mayo |
| Acassuso              | 3 - 0 | Sacachispas         | José Dellagiovanna        | 4 de junio |
| Defensores de Almagro | 5 - 2 | Sportivo Palermo    | Monumental de Villa Lynch | 4 de junio |
| Deportivo Paraguayo   | 0 - 1 | Liniers             | Lacarra y Barros Pazos    | 4 de junio |
| Central Ballester     | 4 - 1 | Sportivo Barracas   | Italia y Moreno           | 4 de junio |

| Liniers             | 1 - 0 | Central Ballester     | General Lamadrid          | 7 de junio |
| Sportivo Palermo    | 3 - 1 | Deportivo Paraguayo   | Kelsey y Bonifacini       | 7 de junio |
| Ferrocarril Urquiza | 1 - 3 | Defensores de Almagro | Monumental de Villa Lynch | 7 de junio |
| Sacachispas         | 2 - 1 | Justo José de Urquiza | Lacarra y Barros Pazos    | 7 de junio |
| Fénix               | 1 - 2 | Acassuso              | Italia y Moreno           | 7 de junio |

| Fénix               | 0 - 0 | Justo José de Urquiza | Italia y Moreno           | 14 de junio |
| Sacachispas         | 3 - 1 | Defensores de Almagro | Lacarra y Barros Pazos    | 14 de junio |
| Ferrocarril Urquiza | 2 - 2 | Deportivo Paraguayo   | Monumental de Villa Lynch | 14 de junio |
| Sportivo Palermo    | 0 - 2 | Central Ballester     | Kelsey y Bonifacini       | 14 de junio |
| Liniers             | 2 - 1 | Sportivo Barracas     | General Lamadrid          | 14 de junio |

| Sportivo Barracas     | 1 - 3 | Sportivo Palermo    | Olavarría y Luna          | 21 de junio |
| Central Ballester     | 2 - 1 | Ferrocarril Urquiza | Italia y Moreno           | 21 de junio |
| Deportivo Paraguayo   | 1 - 0 | Sacachispas         | Lacarra y Barros Pazos    | 21 de junio |
| Defensores de Almagro | 4 - 2 | Fénix               | Monumental de Villa Lynch | 21 de junio |
| Justo José de Urquiza | 3 - 1 | Acassuso            | Kelsey y Bonifacini       | 21 de junio |

| Acassuso            | 3 - 1 | Defensores de Almagro | José Dellagiovanna        | 28 de junio |
| Fénix               | 2 - 0 | Deportivo Paraguayo   | Italia y Moreno           | 28 de junio |
| Sacachispas         | 2 - 0 | Central Ballester     | Lacarra y Barros Pazos    | 28 de junio |
| Ferrocarril Urquiza | 6 - 0 | Sportivo Barracas     | Monumental de Villa Lynch | 28 de junio |
| Sportivo Palermo    | 0 - 0 | Liniers               | Kelsey y Bonifacini       | 28 de junio |

| Liniers               | 3 - 1 | Ferrocarril Urquiza   | General Lamadrid          | 5 de julio |
| Sportivo Barracas     | 0 - 2 | Sacachispas           | Olavarría y Luna          | 5 de julio |
| Central Ballester     | 2 - 0 | Fénix                 | Italia y Moreno           | 5 de julio |
| Deportivo Paraguayo   | 2 - 0 | Acassuso              | Lacarra y Barros Pazos    | 5 de julio |
| Defensores de Almagro | 3 - 1 | Justo José de Urquiza | Monumental de Villa Lynch | 6 de julio |

| Justo José de Urquiza | 2 - 2 | Deportivo Paraguayo | Kelsey y Bonifacini       | 12 de julio |
| Acassuso              | 1 - 1 | Central Ballester   | José Dellagiovanna        | 12 de julio |
| Fénix                 | 1 - 3 | Sportivo Barracas   | Italia y Moreno           | 12 de julio |
| Sacachispas           | 1 - 0 | Liniers             | Lacarra y Barros Pazos    | 12 de julio |
| Ferrocarril Urquiza   | 0 - 0 | Sportivo Palermo    | Monumental de Villa Lynch | 12 de julio |

| Sportivo Palermo    | 2 - 2 | Sacachispas           | Kelsey y Bonifacini    | 19 de julio |
| Liniers             | 4 - 1 | Fénix                 | General Lamadrid       | 19 de julio |
| Sportivo Barracas   | 2 - 2 | Acassuso              | Olavarría y Luna       | 19 de julio |
| Central Ballester   | 0 - 1 | Justo José de Urquiza | Italia y Moreno        | 19 de julio |
| Deportivo Paraguayo | 1 - 2 | Defensores de Almagro | Lacarra y Barros Pazos | 19 de julio |

| Defensores de Almagro | 5 - 2 | Central Ballester   | Monumental de Villa Lynch | 2 de agosto |
| Justo José de Urquiza | 6 - 2 | Sportivo Barracas   | Kelsey y Bonifacini       | 2 de agosto |
| Acassuso              | 1 - 4 | Liniers             | José Dellagiovanna        | 2 de agosto |
| Fénix                 | 2 - 3 | Sportivo Palermo    | Italia y Moreno           | 2 de agosto |
| Sacachispas           | 0 - 5 | Ferrocarril Urquiza | Lacarra y Barros Pazos    | 2 de agosto |

| Ferrocarril Urquiza | 5 - 1 | Fénix                 | Monumental de Villa Lynch | 9 de agosto |
| Sportivo Palermo    | 3 - 2 | Acassuso              | Kelsey y Bonifacini       | 9 de agosto |
| Liniers             | 1 - 4 | Justo José de Urquiza | General Lamadrid          | 9 de agosto |
| Sportivo Barracas   | 1 - 6 | Defensores de Almagro | Olavarría y Luna          | 9 de agosto |
| Central Ballester   | 4 - 0 | Deportivo Paraguayo   | Italia y Moreno           | 9 de agosto |

| Deportivo Paraguayo   | 3 - 0 | Sportivo Barracas   | Lacarra y Barros Pazos    | 20 de agosto |
| Defensores de Almagro | 2 - 0 | Liniers             | Monumental de Villa Lynch | 20 de agosto |
| Justo José de Urquiza | 1 - 0 | Sportivo Palermo    | Kelsey y Bonifacini       | 20 de agosto |
| Acassuso              | 4 - 1 | Ferrocarril Urquiza | José Dellagiovanna        | 20 de agosto |
| Fénix                 | 0 - 2 | Sacachispas         | Italia y Moreno           | 20 de agosto |

| Sacachispas         | 0 - 5 | Acassuso              | Lacarra y Barros Pazos    | 23 de agosto |
| Ferrocarril Urquiza | 0 - 4 | Justo José de Urquiza | Monumental de Villa Lynch | 23 de agosto |
| Sportivo Palermo    | 1 - 2 | Defensores de Almagro | Kelsey y Bonifacini       | 23 de agosto |
| Liniers             | 0 - 1 | Deportivo Paraguayo   | General Lamadrid          | 23 de agosto |
| Sportivo Barracas   | 1 - 4 | Central Ballester     | Olavarría y Luna          | 23 de agosto |

| Central Ballester     | 1 - 1 | Liniers             | Italia y Moreno           | 30 de agosto |
| Deportivo Paraguayo   | 6 - 2 | Sportivo Palermo    | Lacarra y Barros Pazos    | 30 de agosto |
| Defensores de Almagro | 4 - 6 | Ferrocarril Urquiza | Monumental de Villa Lynch | 30 de agosto |
| Justo José de Urquiza | 2 - 4 | Sacachispas         | Kelsey y Bonifacini       | 30 de agosto |
| Acassuso              | 3 - 0 | Fénix               | José Dellagiovanna        | 30 de agosto |

### Zona C
| Pos. | Equipo                | Pts. | PJ | PG | PE | PP | GF | GC | Dif. |
| ---- | --------------------- | ---- | -- | -- | -- | -- | -- | -- | ---- |
| 1.º  | Defensa y Justicia    | 32   | 20 | 13 | 6  | 1  | 51 | 18 | 33   |
| 2.º  | Brown de Adrogué      | 30   | 20 | 13 | 4  | 3  | 43 | 20 | 23   |
| 3.º  | Claypole              | 29   | 20 | 13 | 3  | 4  | 43 | 20 | 23   |
| 4.º  | Deportivo Laferrere   | 29   | 20 | 12 | 5  | 3  | 51 | 22 | 29   |
| 5.º  | San Martín de Burzaco | 24   | 20 | 11 | 2  | 7  | 49 | 30 | 19   |
| 6.º  | Villa San Carlos      | 21   | 20 | 9  | 3  | 8  | 45 | 31 | 14   |
| 7.º  | Victoriano Arenas     | 21   | 20 | 8  | 5  | 7  | 47 | 43 | 4    |
| 8.º  | Cañuelas              | 16   | 20 | 5  | 6  | 9  | 33 | 25 | 8    |
| 9.º  | Yupanqui              | 8    | 20 | 3  | 2  | 15 | 24 | 54 | −30  |
| 10.º | Piraña                | 6    | 20 | 3  | 0  | 17 | 14 | 74 | −60  |
| 11.º | General Belgrano      | 4    | 20 | 2  | 0  | 18 | 22 | 85 | −63  |

|  | Clasificó a la Ronda Final por el Ascenso |

#### Resultados
| Defensa y Justicia | 2 - 2 | Victoriano Arenas     | Gral. Don José de San Martín | 29 de marzo |
| Villa San Carlos   | 1 - 5 | San Martín de Burzaco | Genacio Sálice               | 29 de marzo |
| Brown de Adrogué   | 1 - 0 | Cañuelas              | Brown de Adrogué             | 29 de marzo |
| Piraña             | 1 - 2 | Claypole              | Saturnino Moure              | 29 de marzo |
| General Belgrano   | 0 - 1 | Yupanqui              | Rodney y Magnasco            | 29 de marzo |

| Yupanqui              | 0 - 1 | Piraña              | Rodney y Magnasco  | 5 de abril |
| Claypole              | 2 - 2 | Brown de Adrogué    | César Luis Menotti | 5 de abril |
| Cañuelas              | 0 - 0 | Villa San Carlos    | El Cajón           | 5 de abril |
| San Martín de Burzaco | 4 - 2 | Defensa y Justicia  | Francisco Boga     | 5 de abril |
| Victoriano Arenas     | 2 - 4 | Deportivo Laferrere | Saturnino Moure    | 9 de abril |

| Deportivo Laferrere | 1 - 0 | San Martín de Burzaco | Rodney y Magnasco            | 12 de abril |
| Defensa y Justicia  | 1 - 1 | Cañuelas              | Gral. Don José de San Martín | 12 de abril |
| Villa San Carlos    | 4 - 0 | Claypole              | Genacio Sálice               | 12 de abril |
| Brown de Adrogué    | 2 - 1 | Yupanqui              | Brown de Adrogué             | 12 de abril |
| Piraña              | 3 - 2 | General Belgrano      | Saturnino Moure              | 12 de abril |

| General Belgrano      | 3 - 2 | Brown de Adrogué    | Rodney y Magnasco  | 19 de abril |
| Yupanqui              | 1 - 2 | Villa San Carlos    | Rodney y Magnasco  | 19 de abril |
| Claypole              | 1 - 3 | Defensa y Justicia  | César Luis Menotti | 19 de abril |
| Cañuelas              | 1 - 2 | Deportivo Laferrere | El Cajón           | 19 de abril |
| San Martín de Burzaco | 1 - 1 | Victoriano Arenas   | Francisco Boga     | 19 de abril |

| Victoriano Arenas   | 2 - 2 | Cañuelas         | Saturnino Moure              | 26 de abril |
| Deportivo Laferrere | 1 - 0 | Claypole         | Rodney y Magnasco            | 26 de abril |
| Defensa y Justicia  | 1 - 1 | Yupanqui         | Gral. Don José de San Martín | 26 de abril |
| Villa San Carlos    | 6 - 0 | General Belgrano | Genacio Sálice               | 26 de abril |
| Brown de Adrogué    | 4 - 0 | Piraña           | Brown de Adrogué             | 26 de abril |

| Piraña           | 0 - 2 | Villa San Carlos      | Saturnino Moure                 | 3 de mayo |
| General Belgrano | 2 - 3 | Defensa y Justicia    | Rodney y Magnasco               | 3 de mayo |
| Yupanqui         | 2 - 5 | Deportivo Laferrere   | Estadio de la Liga de Laferrere | 3 de mayo |
| Claypole         | 4 - 0 | Victoriano Arenas     | César Luis Menotti              | 3 de mayo |
| Cañuelas         | 0 - 2 | San Martín de Burzaco | El Cajón                        | 3 de mayo |

| San Martín de Burzaco | 0 - 1  | Claypole         | Francisco Boga               | 10 de mayo |
| Victoriano Arenas     | 6 - 5  | Yupanqui         | Saturnino Moure              | 10 de mayo |
| Deportivo Laferrere   | 11 - 0 | General Belgrano | Rodney y Magnasco            | 10 de mayo |
| Defensa y Justicia    | 4 - 0  | Piraña           | Gral. Don José de San Martín | 10 de mayo |
| Villa San Carlos      | 2 - 2  | Brown de Adrogué | Genacio Sálice               | 10 de mayo |

| Brown de Adrogué | 0 - 1 | Defensa y Justicia    | Brown de Adrogué                | 17 de mayo |
| Piraña           | 1 - 9 | Deportivo Laferrere   | Saturnino Moure                 | 17 de mayo |
| General Belgrano | 3 - 9 | Victoriano Arenas     | Rodney y Magnasco               | 17 de mayo |
| Yupanqui         | 2 - 5 | San Martín de Burzaco | Estadio de la Liga de Laferrere | 17 de mayo |
| Claypole         | 2 - 1 | Cañuelas              | César Luis Menotti              | 17 de mayo |

| Cañuelas              | 3 - 1 | Yupanqui         | El Cajón                     | 24 de mayo |
| San Martín de Burzaco | 3 - 1 | General Belgrano | Francisco Boga               | 24 de mayo |
| Victoriano Arenas     | 2 - 1 | Piraña           | Saturnino Moure              | 24 de mayo |
| Deportivo Laferrere   | 0 - 1 | Brown de Adrogué | Rodney y Magnasco            | 24 de mayo |
| Defensa y Justicia    | 2 - 0 | Villa San Carlos | Gral. Don José de San Martín | 24 de mayo |

| Villa San Carlos | 1 - 1 | Deportivo Laferrere   | Genacio Sálice                  | 31 de mayo |
| Brown de Adrogué | 4 - 2 | Victoriano Arenas     | Brown de Adrogué                | 31 de mayo |
| Piraña           | 1 - 3 | San Martín de Burzaco | Saturnino Moure                 | 31 de mayo |
| General Belgrano | 0 - 6 | Cañuelas              | Rodney y Magnasco               | 31 de mayo |
| Yupanqui         | 0 - 3 | Claypole              | Estadio de la Liga de Laferrere | 31 de mayo |

| Claypole              | 3 - 1 | General Belgrano   | César Luis Menotti | 7 de junio |
| Cañuelas              | 5 - 0 | Piraña             | El Cajón           | 7 de junio |
| San Martín de Burzaco | 0 - 2 | Brown de Adrogué   | Francisco Boga     | 7 de junio |
| Victoriano Arenas     | 2 - 1 | Villa San Carlos   | Saturnino Moure    | 7 de junio |
| Deportivo Laferrere   | 2 - 2 | Defensa y Justicia | Rodney y Magnasco  | 7 de junio |

| Victoriano Arenas     | 1 - 2 | Defensa y Justicia | Saturnino Moure                 | 14 de junio |
| San Martín de Burzaco | 2 - 6 | Villa San Carlos   | Francisco Boga                  | 14 de junio |
| Cañuelas              | 0 - 0 | Brown de Adrogué   | El Cajón                        | 14 de junio |
| Claypole              | 6 - 2 | Piraña             | César Luis Menotti              | 14 de junio |
| Yupanqui              | 3 - 1 | General Belgrano   | Estadio de la Liga de Laferrere | 14 de junio |

| Piraña              | 0 - 2 | Yupanqui              | Saturnino Moure              | 21 de junio |
| Brown de Adrogué    | 1 - 0 | Claypole              | Brown de Adrogué             | 21 de junio |
| Villa San Carlos    | 2 - 0 | Cañuelas              | Genacio Sálice               | 21 de junio |
| Defensa y Justicia  | 3 - 0 | San Martín de Burzaco | Gral. Don José de San Martín | 21 de junio |
| Deportivo Laferrere | 0 - 0 | Victoriano Arenas     | Rodney y Magnasco            | 21 de junio |

| San Martín de Burzaco | 5 - 1 | Deportivo Laferrere | Francisco Boga                  | 28 de junio |
| Cañuelas              | 0 - 1 | Defensa y Justicia  | El Cajón                        | 28 de junio |
| Claypole              | 3 - 0 | Villa San Carlos    | César Luis Menotti              | 28 de junio |
| Yupanqui              | 0 - 1 | Brown de Adrogué    | Estadio de la Liga de Laferrere | 28 de junio |
| General Belgrano      | 3 - 0 | Piraña              | Rodney y Magnasco               | 28 de junio |

| Brown de Adrogué    | 4 - 2 | General Belgrano      | Brown de Adrogué             | 5 de julio |
| Villa San Carlos    | 3 - 2 | Yupanqui              | Genacio Sálice               | 5 de julio |
| Defensa y Justicia  | 0 - 0 | Claypole              | Gral. Don José de San Martín | 5 de julio |
| Deportivo Laferrere | 0 - 0 | Cañuelas              | Rodney y Magnasco            | 5 de julio |
| Victoriano Arenas   | 1 - 1 | San Martín de Burzaco | Saturnino Moure              | 5 de julio |

| Cañuelas         | 5 - 1 | Victoriano Arenas   | El Cajón                        | 12 de julio |
| Claypole         | 0 - 0 | Deportivo Laferrere | César Luis Menotti              | 12 de julio |
| Yupanqui         | 0 - 4 | Defensa y Justicia  | Estadio de la Liga de Laferrere | 12 de julio |
| General Belgrano | 1 - 6 | Villa San Carlos    | Rodney y Magnasco               | 12 de julio |
| Piraña           | 0 - 6 | Brown de Adrogué    | Saturnino Moure                 | 12 de julio |

| Villa San Carlos      | 4 - 0 | Piraña           | Genacio Sálice               | 19 de julio |
| Defensa y Justicia    | 2 - 0 | General Belgrano | Gral. Don José de San Martín | 19 de julio |
| Deportivo Laferrere   | 2 - 0 | Yupanqui         | Rodney y Magnasco            | 19 de julio |
| Victoriano Arenas     | 1 - 2 | Claypole         | Saturnino Moure              | 19 de julio |
| San Martín de Burzaco | 3 - 0 | Cañuelas         | Francisco Boga               | 19 de julio |

| Claypole         | 2 - 1 | San Martín de Burzaco | César Luis Menotti              | 2 de agosto |
| Yupanqui         | 0 - 4 | Victoriano Arenas     | Estadio de la Liga de Laferrere | 2 de agosto |
| General Belgrano | 0 - 3 | Deportivo Laferrere   | Rodney y Magnasco               | 2 de agosto |
| Piraña           | 1 - 8 | Defensa y Justicia    | Saturnino Moure                 | 2 de agosto |
| Brown de Adrogué | 3 - 2 | Villa San Carlos      | Brown de Adrogué                | 2 de agosto |

| Defensa y Justicia    | 1 - 1 | Brown de Adrogué | Gral. Don José de San Martín | 9 de agosto |
| Deportivo Laferrere   | 3 - 0 | Piraña           | Rodney y Magnasco            | 9 de agosto |
| Victoriano Arenas     | 4 - 1 | General Belgrano | Saturnino Moure              | 9 de agosto |
| San Martín de Burzaco | 7 - 0 | Yupanqui         | Francisco Boga               | 9 de agosto |
| Cañuelas              | 0 - 3 | Claypole         | El Cajón                     | 9 de agosto |

| Yupanqui         | 1 - 1 | Cañuelas              | Estadio de la Liga de Laferrere | 16 de agosto |
| General Belgrano | 0 - 2 | San Martín de Burzaco | Rodney y Magnasco               | 20 de agosto |
| Piraña           | 2 - 4 | Victoriano Arenas     | Saturnino Moure                 | 20 de agosto |
| Brown de Adrogué | 0 - 3 | Deportivo Laferrere   | Brown de Adrogué                | 20 de agosto |
| Villa San Carlos | 1 - 3 | Defensa y Justicia    | Genacio Sálice                  | 20 de agosto |

| Deportivo Laferrere   | 2 - 1 | Villa San Carlos | Rodney y Magnasco  | 23 de agosto |
| Victoriano Arenas     | 1 - 2 | Brown de Adrogué | Saturnino Moure    | 23 de agosto |
| San Martín de Burzaco | 5 - 0 | Piraña           | Francisco Boga     | 23 de agosto |
| Cañuelas              | 8 - 2 | General Belgrano | El Cajón           | 23 de agosto |
| Claypole              | 3 - 2 | Yupanqui         | César Luis Menotti | 23 de agosto |

| General Belgrano   | 0 - 6 | Claypole              | Rodney y Magnasco            | 30 de agosto |
| Piraña             | 1 - 0 | Cañuelas              | Saturnino Moure              | 30 de agosto |
| Brown de Adrogué   | 5 - 0 | San Martín de Burzaco | Brown de Adrogué             | 30 de agosto |
| Villa San Carlos   | 1 - 2 | Victoriano Arenas     | Genacio Sálice               | 30 de agosto |
| Defensa y Justicia | 6 - 1 | Deportivo Laferrere   | Gral. Don José de San Martín | 30 de agosto |

## Ronda final por el ascenso
| Pos. | Equipo                | Pts. | PJ | PG | PE | PP | GF | GC | Dif. |
| ---- | --------------------- | ---- | -- | -- | -- | -- | -- | -- | ---- |
| 1.º  | Brown de Adrogué      | 25   | 14 | 11 | 3  | 0  | 32 | 9  | 23   |
| 2.º  | Juventud Unida        | 24   | 14 | 11 | 2  | 1  | 41 | 14 | 27   |
| 3.º  | Defensa y Justicia    | 21   | 14 | 9  | 3  | 2  | 37 | 12 | 25   |
| 4.º  | San Martín de Burzaco | 18   | 14 | 6  | 6  | 2  | 31 | 21 | 10   |
| 5.º  | Liniers               | 18   | 14 | 7  | 4  | 3  | 29 | 25 | 4    |
| 6.º  | Argentino de Merlo    | 15   | 14 | 5  | 5  | 4  | 32 | 22 | 10   |
| 7.º  | Claypole              | 15   | 14 | 5  | 5  | 4  | 18 | 14 | 4    |
| 8.º  | Ferrocarril Midland   | 15   | 14 | 6  | 3  | 5  | 33 | 36 | −3   |
| 9.º  | Muñiz                 | 14   | 14 | 5  | 4  | 5  | 22 | 18 | 4    |
| 10.º | Ituzaingó             | 14   | 14 | 6  | 2  | 6  | 22 | 27 | −5   |
| 11.º | Deportivo Paraguayo   | 8    | 14 | 3  | 2  | 9  | 16 | 26 | −10  |
| 12.º | Defensores de Almagro | 6    | 14 | 3  | 0  | 11 | 19 | 49 | −30  |
| 13.º | Acassuso              | 5    | 14 | 2  | 1  | 11 | 19 | 37 | −18  |
| 14.º | Deportivo Laferrere   | 5    | 14 | 2  | 3  | 9  | 16 | 36 | −20  |
| 15.º | J.J. Urquiza          | 5    | 14 | 2  | 1  | 11 | 17 | 38 | −21  |

|  | Se consagró campeón y ascendió a la Primera C |

### Resultados
| Brown de Adrogué      | 2 - 1 | Muñiz                 | Brown de Adrogué          | 6 de septiembre |
| Deportivo Laferrere   | 3 - 2 | Justo José de Urquiza | Rodney y Magnasco         | 6 de septiembre |
| Argentino de Merlo    | 1 - 3 | Defensa y Justicia    | Antezana y Pergamino      | 6 de septiembre |
| Claypole              | 1 - 0 | Ituzaingó             | César Luis Menotti        | 6 de septiembre |
| Defensores de Almagro | 2 - 1 | Acassuso              | Monumental de Villa Lynch | 6 de septiembre |
| Juventud Unida        | 3 - 1 | San Martín de Burzaco | Sarmiento y Azcuenaga     | 6 de septiembre |
| Ferrocarril Midland   | 1 - 1 | Deportivo Paraguayo   | Ciudad de Libertad        | 6 de septiembre |

| Deportivo Paraguayo   | 0 - 3 | Juventud Unida        | Lacarra y Barros Pazos       | 13 de septiembre |
| San Martín de Burzaco | 6 - 2 | Defensores de Almagro | Francisco Boga               | 13 de septiembre |
| Acassuso              | 0 - 0 | Claypole              | José Dellagiovanna           | 13 de septiembre |
| Ituzaingó             | 1 - 1 | Argentino de Merlo    | Pacheco y Mariano Acosta     | 13 de septiembre |
| Defensa y Justicia    | 0 - 0 | Deportivo Laferrere   | Gral. Don José de San Martín | 13 de septiembre |
| Justo José de Urquiza | 0 - 3 | Brown de Adrogué      | Kelsey y Bonifacini          | 13 de septiembre |
| Muñiz                 | 1 - 2 | Liniers               | La Vuce                      | 13 de septiembre |

| Liniers               | 2 - 1 | Justo José de Urquiza | Francisco Urbano          | 20 de septiembre |
| Brown de Adrogué      | 3 - 1 | Defensa y Justicia    | Brown de Adrogué          | 20 de septiembre |
| Deportivo Laferrere   | 1 - 3 | Ituzaingó             | Rodney y Magnasco         | 20 de septiembre |
| Argentino de Merlo    | 2 - 0 | Acassuso              | José Manuel Moreno        | 20 de septiembre |
| Claypole              | 1 - 1 | San Martín de Burzaco | César Luis Menotti        | 20 de septiembre |
| Defensores de Almagro | 1 - 3 | Deportivo Paraguayo   | Monumental de Villa Lynch | 20 de septiembre |
| Juventud Unida        | 3 - 0 | Ferrocarril Midland   | Sarmiento y Azcuenaga     | 20 de septiembre |

| Ferrocarril Midland   | 6 - 2 | Defensores de Almagro | Ciudad de Libertad           | 27 de septiembre |
| San Martín de Burzaco | 2 - 2 | Argentino de Merlo    | Francisco Boga               | 27 de septiembre |
| Ituzaingó             | 1 - 4 | Brown de Adrogué      | Pacheco y Mariano Acosta     | 27 de septiembre |
| Defensa y Justicia    | 1 - 0 | Liniers               | Gral. Don José de San Martín | 27 de septiembre |
| Deportivo Paraguayo   | 0 - 2 | Claypole              | Lacarra y Barros Pazos       | 8 de octubre     |
| Acassuso              | 0 - 2 | Deportivo Laferrere   | José Dellagiovanna           | 8 de octubre     |
| Justo José de Urquiza | 1 - 4 | Muñiz                 | Kelsey y Bonifacini          | 21 de octubre    |

| Muñiz                 | 0 - 0 | Defensa y Justicia    | La Vuce                   | 4 de octubre |
| Liniers               | 1 - 0 | Ituzaingó             | Francisco Urbano          | 4 de octubre |
| Brown de Adrogué      | 3 - 0 | Acassuso              | Brown de Adrogué          | 4 de octubre |
| Deportivo Laferrere   | 1 - 1 | San Martín de Burzaco | Rodney y Magnasco         | 4 de octubre |
| Argentino de Merlo    | 1 - 2 | Deportivo Paraguayo   | José Manuel Moreno        | 4 de octubre |
| Claypole              | 0 - 1 | Ferrocarril Midland   | César Luis Menotti        | 4 de octubre |
| Defensores de Almagro | 2 - 5 | Juventud Unida        | Monumental de Villa Lynch | 4 de octubre |

| Juventud Unida        | 2 - 1 | Claypole              | Sarmiento y Azcuenaga        | 11 de octubre |
| Ferrocarril Midland   | 2 - 0 | Argentino de Merlo    | Ciudad de Libertad           | 11 de octubre |
| Deportivo Paraguayo   | 4 - 0 | Deportivo Laferrere   | Lacarra y Barros Pazos       | 11 de octubre |
| San Martín de Burzaco | 0 - 0 | Brown de Adrogué      | Francisco Boga               | 11 de octubre |
| Acassuso              | 1 - 2 | Liniers               | José Dellagiovanna           | 11 de octubre |
| Ituzaingó             | 1 - 1 | Muñiz                 | Pacheco y Mariano Acosta     | 11 de octubre |
| Defensa y Justicia    | 4 - 1 | Justo José de Urquiza | Gral. Don José de San Martín | 11 de octubre |

| Justo José de Urquiza | 4 - 2 | Ituzaingó             | Kelsey y Bonifacini | 18 de octubre |
| Muñiz                 | 2 - 1 | Acassuso              | La Vuce             | 18 de octubre |
| Liniers               | 1 - 1 | San Martín de Burzaco | Francisco Urbano    | 18 de octubre |
| Brown de Adrogué      | 2 - 0 | Deportivo Paraguayo   | Brown de Adrogué    | 18 de octubre |
| Deportivo Laferrere   | 1 - 3 | Ferrocarril Midland   | Rodney y Magnasco   | 18 de octubre |
| Argentino de Merlo    | 2 - 3 | Juventud Unida        | José Manuel Moreno  | 18 de octubre |
| Claypole              | 5 - 1 | Defensores de Almagro | César Luis Menotti  | 18 de octubre |

| Defensores de Almagro | 1 - 6 | Argentino de Merlo    | Monumental de Villa Lynch | 25 de octubre |
| Juventud Unida        | 4 - 0 | Deportivo Laferrere   | Sarmiento y Azcuenaga     | 25 de octubre |
| Ferrocarril Midland   | 2 - 4 | Brown de Adrogué      | Ciudad de Libertad        | 25 de octubre |
| Deportivo Paraguayo   | 1 - 1 | Liniers               | Lacarra y Barros Pazos    | 25 de octubre |
| San Martín de Burzaco | 1 - 0 | Muñiz                 | Francisco Boga            | 25 de octubre |
| Acassuso              | 4 - 2 | Justo José de Urquiza | José Dellagiovanna        | 25 de octubre |
| Ituzaingó             | 0 - 2 | Defensa y Justicia    | Pacheco y Mariano Acosta  | 25 de octubre |

| Defensa y Justicia    | 6 - 1 | Acassuso              | Gral. Don José de San Martín | 1 de noviembre |
| Justo José de Urquiza | 2 - 5 | San Martín de Burzaco | Sarmiento y Azcuenaga        | 1 de noviembre |
| Muñiz                 | 4 - 2 | Deportivo Paraguayo   | La Vuce                      | 1 de noviembre |
| Liniers               | 6 - 4 | Ferrocarril Midland   | Francisco Urbano             | 1 de noviembre |
| Brown de Adrogué      | 0 - 0 | Juventud Unida        | Brown de Adrogué             | 1 de noviembre |
| Deportivo Laferrere   | 2 - 4 | Defensores de Almagro | Rodney y Magnasco            | 1 de noviembre |
| Argentino de Merlo    | 1 - 1 | Claypole              | José Manuel Moreno           | 1 de noviembre |

| Claypole              | 0 - 0 | Deportivo Laferrere   | César Luis Menotti        | 8 de noviembre |
| Defensores de Almagro | 1 - 3 | Brown de Adrogué      | Monumental de Villa Lynch | 8 de noviembre |
| Juventud Unida        | 0 - 0 | Liniers               | Sarmiento y Azcuenaga     | 8 de noviembre |
| Ferrocarril Midland   | 2 - 2 | Muñiz                 | Ciudad de Libertad        | 8 de noviembre |
| Deportivo Paraguayo   | 0 - 1 | Justo José de Urquiza | Lacarra y Barros Pazos    | 8 de noviembre |
| San Martín de Burzaco | 2 - 2 | Defensa y Justicia    | Francisco Boga            | 8 de noviembre |
| Acassuso              | 1 - 3 | Ituzaingó             | José Dellagiovanna        | 8 de noviembre |

| Justo José de Urquiza | 1 - 1 | Ferrocarril Midland   | Kelsey y Bonifacini          | 15 de noviembre |
| Muñiz                 | 1 - 3 | Juventud Unida        | La Vuce                      | 15 de noviembre |
| Liniers               | 4 - 2 | Defensores de Almagro | Francisco Urbano             | 15 de noviembre |
| Deportivo Laferrere   | 3 - 8 | Argentino de Merlo    | Rodney y Magnasco            | 15 de noviembre |
| Ituzaingó             | 3 - 2 | San Martín de Burzaco | Pacheco y Mariano Acosta     | 20 de noviembre |
| Defensa y Justicia    | 3 - 0 | Deportivo Paraguayo   | Gral. Don José de San Martín | 20 de noviembre |
| Brown de Adrogué      | 2 - 1 | Claypole              | Brown de Adrogué             | 20 de noviembre |

| Claypole              | 3 - 3 | Liniers               | César Luis Menotti        | 29 de noviembre |
| Defensores de Almagro | 0 - 3 | Muñiz                 | Monumental de Villa Lynch | 29 de noviembre |
| Juventud Unida        | 4 - 0 | Justo José de Urquiza | Sarmiento y Azcuenaga     | 29 de noviembre |
| Ferrocarril Midland   | 4 - 3 | Defensa y Justicia    | Ciudad de Libertad        | 29 de noviembre |
| Deportivo Paraguayo   | 1 - 2 | Ituzaingó             | Lacarra y Barros Pazos    | 29 de noviembre |
| San Martín de Burzaco | 3 - 2 | Acassuso              | Francisco Boga            | 29 de noviembre |
| Argentino de Merlo    | 0 - 0 | Brown de Adrogué      | José Manuel Moreno        | 3 de diciembre  |

| Acassuso              | 4 - 2 | Deportivo Paraguayo   | José Dellagiovanna           | 6 de diciembre |
| Ituzaingó             | 5 - 1 | Ferrocarril Midland   | Pacheco y Mariano Acosta     | 6 de diciembre |
| Defensa y Justicia    | 6 - 0 | Juventud Unida        | Gral. Don José de San Martín | 6 de diciembre |
| Justo José de Urquiza | 0 - 1 | Defensores de Almagro | Kelsey y Bonifacini          | 6 de diciembre |
| Muñiz                 | 0 - 1 | Claypole              | La Vuce                      | 6 de diciembre |
| Liniers               | 1 - 3 | Argentino de Merlo    | Francisco Urbano             | 6 de diciembre |
| Brown de Adrogué      | 2 - 0 | Deportivo Laferrere   | Brown de Adrogué             | 6 de diciembre |

| Argentino de Merlo    | 2 - 2 | Muñiz                 | José Manuel Moreno        | 13 de diciembre |
| Claypole              | 2 - 1 | Justo José de Urquiza | César Luis Menotti        | 13 de diciembre |
| Defensores de Almagro | 0 - 4 | Defensa y Justicia    | Monumental de Villa Lynch | 13 de diciembre |
| Juventud Unida        | 7 - 0 | Ituzaingó             | Sarmiento y Azcuenaga     | 13 de diciembre |
| Ferrocarril Midland   | 4 - 3 | Acassuso              | Ciudad de Libertad        | 13 de diciembre |
| Deportivo Paraguayo   | 0 - 1 | San Martín de Burzaco | Lacarra y Barros Pazos    | 13 de diciembre |
| Deportivo Laferrere   | 3 - 4 | Liniers               | Rodney y Magnasco         | 30 de diciembre |

| San Martín de Burzaco | 5 - 2 | Ferrocarril Midland   | Francisco Boga               | 20 de diciembre |
| Acassuso              | 1 - 4 | Juventud Unida        | José Dellagiovanna           | 20 de diciembre |
| Ituzaingó             | 1 - 0 | Defensores de Almagro | Pacheco y Mariano Acosta     | 20 de diciembre |
| Defensa y Justicia    | 2 - 0 | Claypole              | Gral. Don José de San Martín | 20 de diciembre |
| Justo José de Urquiza | 1 - 3 | Argentino de Merlo    | Kelsey y Bonifacini          | 20 de diciembre |
| Muñiz                 | 1 - 0 | Deportivo Laferrere   | La Vuce                      | 20 de diciembre |
| Liniers               | 2 - 4 | Brown de Adrogué      | Francisco Urbano             | 20 de diciembre |

## Goleadores

### Zona A
| # | Nac.                 | Jugador      | Equipo         | Goles |
| - | -------------------- | ------------ | -------------- | ----- |
| 1 | Bandera de Argentina | Medina       | Juventud Unida | 15    |
| 2 | Bandera de Argentina | De Valentini | Ituzaingó      | 8     |
| 2 | Bandera de Argentina | Carquelli    | Muñiz          | 8     |
| 2 | Bandera de Argentina | Maciel       | Ituzaingó      | 8     |

### Zona B
| # | Nac.                 | Jugador  | Equipo                | Goles |
| - | -------------------- | -------- | --------------------- | ----- |
| 1 | Bandera de Argentina | Puchetta | Acassuso              | 21    |
| 2 | Bandera de Argentina | Knudsen  | Defensores de Almagro | 15    |
| 3 | Bandera de Argentina | Mundo    | Acassuso              | 11    |
| 4 | Bandera de Argentina | Broggi   | Justo José de Urquiza | 9     |
| 4 | Bandera de Argentina | Basualdo | Sacachispas           | 9     |

### Zona C
| # | Nac.                 | Jugador  | Equipo                | Goles |
| - | -------------------- | -------- | --------------------- | ----- |
| 1 | Bandera de Argentina | Moles    | Defensa y Justicia    | 16    |
| 2 | Bandera de Argentina | O. Gómez | San Martín de Burzaco | 12    |
| 3 | Bandera de Argentina | Maestu   | Cañuelas              | 11    |
| 4 | Bandera de Argentina | Díaz     | San Martín de Burzaco | 10    |

### Ronda Final
| # | Nac.                 | Jugador   | Equipo             | Goles |
| - | -------------------- | --------- | ------------------ | ----- |
| 1 | Bandera de Argentina | Cordobés  | Juventud Unida     | 15    |
| 2 | Bandera de Argentina | Moles     | Defensa y Justicia | 14    |
| 2 | Bandera de Argentina | Albornoz  | Argentino de Merlo | 14    |
| 4 | Bandera de Argentina | Tirapelli | Brown de Adrogué   | 12    |
| 4 | Bandera de Argentina | Medina    | Juventud Unida     | 12    |

### Tabla General
| # | Nac.                 | Jugador   | Equipo                | Goles |
| - | -------------------- | --------- | --------------------- | ----- |
| 1 | Bandera de Argentina | Moles     | Defensa y Justicia    | 30    |
| 2 | Bandera de Argentina | Medina    | Juventud Unida        | 27    |
| 3 | Bandera de Argentina | Puchetta  | Acassuso              | 26    |
| 4 | Bandera de Argentina | Knudsen   | Defensores de Almagro | 23    |
| 5 | Bandera de Argentina | Tirapelli | Brown de Adrogué      | 21    |